# Wakasa (Tottori)

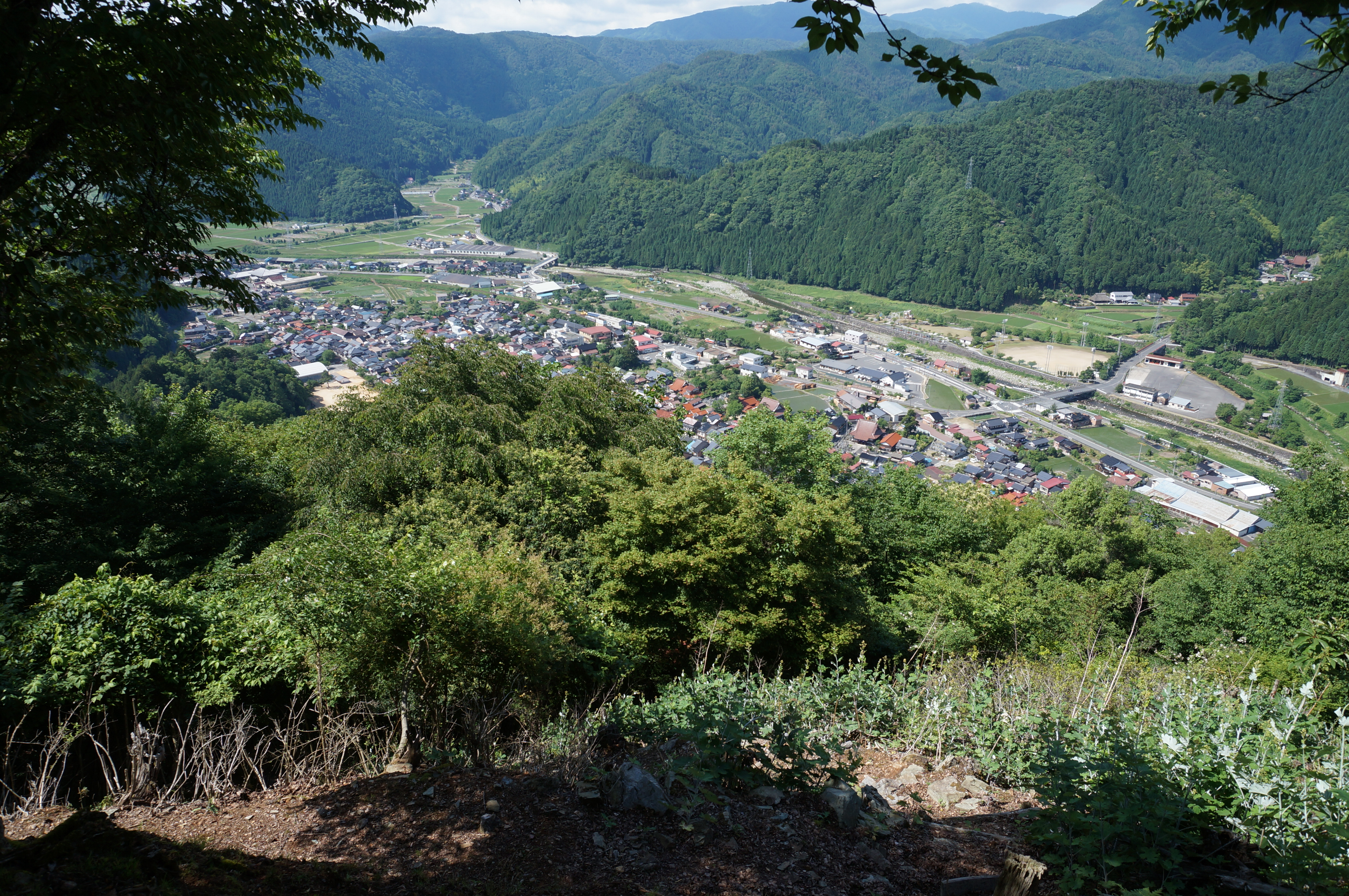
Vue générale de Wakasa.

Pour les articles homonymes, voir Wakasa.
Wakasa (若桜町, Wakasa-chō) est un bourg du district de Yazu, situé dans la préfecture de Tottori, au Japon.

## Géographie

### Situation
Wakasa est situé dans l'est de la préfecture de Tottori, dans les monts Chūgoku, sur l'île de Honshū, au Japon.

### Démographie
Au 1er octobre 2016, la population de Wakasa s'élevait à 3 455 habitants répartis sur une superficie de 199,18 km2.

## Transports
Wakasa est desservi par la ligne Wakasa de la compagnie privée Wakasa Railway.